# San Gregorio Magno (Italia)
San Gregorio Magno è un comune italiano di 3 840 abitanti della provincia di Salerno in Campania.

## Geografia fisica

### Territorio
Il territorio comunale, di 49 km², comprende una vasta area collinare situata nell'alta valle del Tanagro in prossimità del confine con la Basilicata, sulle pendici meridionali del gruppo montuoso Eremita - Marzano.
- Classificazione sismica: zona 1 (sismicità alta), Ordinanza PCM. 3274 del 20/03/2003.

### Clima
La stazione meteorologica più vicina è quella di Contursi Terme. In base alla media trentennale di riferimento 1961-1990, la temperatura media del mese più freddo, gennaio, si attesta a +6,9 °C; quella del mese più caldo, luglio, è di +24,5 °C
- Classificazione climatica: zona D, 2083 GG

## Storia
L'abitato di San Gregorio Magno si adagiava, fino a qualche tempo fa, sulle sponde di un lago pleistocenico completamente prosciugato sul volgere del XIX secolo. Già fiorente pagus  in epoca romana, dopo lo spopolamento dovuto alle invasioni barbariche, fu una grancia benedettina, intorno alla cui chiesa, dedicata all'omonimo santo, venne a formarsi un casale, che divenne autonomo nel corso del XIV secolo, quando fu infeudato alla famiglia Lagni. Il feudo passò successivamente ai Caracciolo, e infine ai Falletti.
Dal 1811 al 1860 ha fatto parte del circondario di Buccino, appartenente al distretto di Campagna del regno delle Due Sicilie.
Dal 1860 al 1927, durante il regno d'Italia ha fatto parte del mandamento di Buccino, appartenente al circondario di Campagna.

### Simboli
Lo stemma e il gonfalone del comune di San Gregorio Magno sono stati concessi con decreto del 29 luglio 2010.
Il gonfalone è costituito da un drappo di azzurro.

## Monumenti e luoghi d'interesse
- Municipio
- Chiesa madre
- Chiesa Madonna delle Grazie
- Chiesa di San Vito Martire
- Chieda della Madonna della Salute
- Chiesa della Santissima Annunziata
- Chiesa della Madonna dell'Angelo
- Croce monumentale del XVII secolo in piazza Croce
- Grotte di via Bacco
- Ruderi dell'abitato di San Zaccaria
- Monumento ai caduti
- Fontana ''Caggianeto''

## Società

### Evoluzione demografica
Abitanti censiti

### Religione
La maggioranza della popolazione è di religione cristiana di rito cattolico; il comune appartiene alla forania di Buccino dell'arcidiocesi di Salerno-Campagna-Acerno, comprendente la parrocchia omonima.
L'altra confessione cristiana presente è quella Protestante con due comunità:
- Chiesa Battista UCEBI[8];
- Chiesa Evangelica dei Fratelli[9].

## Cultura

### Musica
Nel paese primeggia l'antica tradizione musicale dell'organetto, strumento al quale i gregoriani sono particolarmente affezionati. Vi sono anche dei costruttori e suonatori di ciaramelle e zampogne. Roberto De Simone registrò alcune di queste suonate inserendole nella sua raccolta La tradizione in Campania (disco n.7, lato A, nn. 1-3).

## Geografia antropica

### Frazioni
Lo statuto comunale di San Gregorio Magno non menziona nessuna frazione. In base al 14º Censimento Generale della Popolazione e delle Abitazioni, le località abitate sono:
- Filette: 54 abitanti 430 m s.l.m.;
- Forluso: 76 abitanti 490 m s.l.m.;
- Lavanghe: 80 abitanti 525 m s.l.m.;
- Teglia: 126 abitanti 450 m s.l.m., situata lungo la SP 268.

## Infrastrutture e trasporti

### Strade
- Strada Provinciale 10/b Innesto SP37-Buccino-San Gregorio Magno-Stazione di Balvano;
- Strada Provinciale 34 Ponte dei corvi-Innesto Ricigliano;
- Strada Provinciale 268/b Lago di Palomonte (loc. Pianelle)-S.Gregorio Magno;
- Strada Provinciale 393 Innesto SP10-San Gregorio Magno.

### Ferrovie
- Stazione di Buccino-San Gregorio Magno, ferrovia Battipaglia-Potenza-Metaponto

### Mobilità urbana
La mobilità è affidata, per i trasporti extraurbani, alla società Sita Sud.

## Amministrazione

### Sindaci
| Periodo         | Periodo         | Primo cittadino     | Partito                      | Carica                    | Note |
| --------------- | --------------- | ------------------- | ---------------------------- | ------------------------- | ---- |
| 9 giugno 1996   | 16 aprile 2000  | Pietrangelo Piegari | centro                       | Sindaco                   |      |
| 16 aprile 2000  | 3 aprile 2005   | Pietrangelo Piegari | centro-sinistra              | Sindaco                   |      |
| 4 aprile 2005   | 28 marzo 2010   | Gerardo Malpede     | lista civica Solidarietà     | Sindaco                   |      |
| 29 marzo 2010   | 31 maggio 2015  | Gerardo Malpede     | lista civica                 | Sindaco                   |      |
| 31 maggio 2015  | 17 ottobre 2017 | Onofrio Grippo      | lista civica Gregoriana      | Sindaco                   |      |
| 17 ottobre 2017 | 10 giugno 2018  | Roberto Amantea     | -                            | commissario straordinario |      |
| 10 giugno 2018  | in carica       | Nicola Padula       | lista civica Il Quadrifoglio | Sindaco                   |      |

### Gemellaggi
- Collegno[senza fonte]
- Grugliasco[senza fonte]
- Meldola[senza fonte]

### Altre informazioni amministrative
Il comune fa parte della comunità montana Tanagro - Alto e Medio Sele.
Le competenze in materia di difesa del suolo sono delegate dalla Campania all'autorità di bacino interregionale del fiume Sele.
La gestione del ciclo dell'acqua è affidato all'ambito territoriale ottimale Sele.

## Sport

### Calcio
Le squadre di calcio locale sono l'A.S.D. Calcio Gregoriana che disputa il campionato di Terza Categoria 2023-2024 e l'A.S.D. Atletico San Gregorio Promozione 2023/24.

### Impianti sportivi
- Centro sportivo polivalente
- Campo di calcio P. Lordi